# Arbetarrörelsens värderingar
Arbetarrörelsens värderingar är ett begrepp som flitigt används inom framför allt sådana organisationer som har en huvudsaklig agenda som inte är politisk. Begreppet omfattar bl.a. solidaritet, jämlikhet, rättvisa och demokrati.
För anställning inom LO eller dess förbund krävs i regel att den sökande delar arbetarrörelsens värderingar.